# Altena brass
Altena Brass is een Nederlandse brassband. Het is een van de negen Nederlandse brassbands die op concertwedstrijden mogen uitkomen in de (Europese) kampioensdivisie of de concertdivisie, de hoogste klasse in de blaasmuziek.

## Geschiedenis  en speelcultuur
Altena Brass is in 1999 opgericht als regionale brassband in Het land van Heusden en Altena. Het orkest heeft Andel als thuisbasis.  Altena Brass programmeert vaak hedendaagse, soms experimentele muziek. De band maakt regelmatig gebruik van gastdirigenten van buiten de brassbandwereld.

## Paasconcert
Altena Brass organiseert sinds 2003 elk jaar op de zaterdag voor Pasen het Paasconcert. Het orkest nodigt steeds een vooraanstaande gastsolist uit, die niet noodzakelijkerwijs een koperblaasinstrument speelt. Zo waren onder anderen pianiste Reineke Broekhans en Tjeerd Top (plaatsvervangend concertmeester van het Koninklijk Concertgebouworkest) te gast.

## Dirigenten
Van de oprichting tot 2014 was Jan Gerrit Adema de chef-dirigent. Sindsdien werkt Altena Brass met twee interim dirigenten, te weten Anno Appelo en Floris van der Kooij. In de loop van de jaren heeft de band veel gewerkt met gastdirigenten en pedagogen als Ian Porthouse, Piet Joris, Georges Moreau, Willem van der Vliet en Ilja Reijngoud.